# René Bastard
René Bastard (Arpajon, 8 ottobre 1900 – Nantes, 17 agosto 1975) è stato un illustratore e scrittore francese.

## Biografia
René Bastard studiò anatomia e scultura ma iniziò a lavorare come scalpellino (tagliatore di pietre) e successivamente fino all'inizio della 2ª guerra Mondiale fu un mediatore assicurativo.
Nel 1940 iniziò a fare delle illustrazioni per l'Opera mundi e la rivista Hardi les Gars dove creò e illustrò storie western. Nel 1946 iniziò a lavorare nella rivista per ragazzi Vaillant, Il primo personaggio fu Tchapaïev, ispirato da un film del 1934.
Successivamente sul nº 73 del 1946 di Vaillant pubblicò "Mandrin le Capitaine justicier" con testi di Pierre Ollivier, Poi su testi di Roger Lécureux nel 1946 nel nº 84 di Vaillant pubblicò "L’Insaisissable Nasdine Hodja". In seguito abbandonò la realizzazione di queste illustrazioni, che furono proseguite da altri illustratori.
Nel 1947 con il nº 113 di Vaillant arrivò l'illustrazione Yves le Loup con testi di Jean Ollivier. Sempre con Jean Olivier realizzò anche, per le Petit Format della casa editrice Aventures et Voyages, la serie Perceval Le Gallois.
La serie di Perceval fu molto breve (dall'agosto 1959 al 1960) ma ebbe anche altri disegnatori come Joseph Garcia e Santo D’Amico.
Le opere di Renè Bastard furono tradotte in italiano e pubblicate sulla rivista per ragazzi chiamata Noi Ragazzi;
- L’Insaisissable Nasdine Hodja dal n. 21 di Noi ragazzi del 1948
- Mandrin le Capitaine justicier dal n. 1 Noi ragazzi del 1950
- Yvorio il Lupo Yves le Loup dal n* 23 del 1950

Causa malattia non disegnò più dal 1966 e morì a Nantes il 17 agosto del 1975.

## Lavori

### Serie
- Nasdine Hodja (disegno) con Roger Lécureux (sceneggiatura), in Vaillant (1946-1951)
- Arkya (disegno) con Henri Bourdens (sceneggiatura), in Vaillant (1947)
- Yves le Loup (disegno) con Jean Ollivier (sceneggiatura), in Vaillant (1947-1960 e 1962-1965)

### Varie
- La leggenda di Eulenspiegel , in Ce Soir[2], 1952.
- Cronaca del regno di Carlo IX, adattata da Prosper Mérimée, in L'Humanité , 1953.

### Piccoli formati
- Perceval (disegno) con Jean Ollivier (sceneggiatura) (1959-1962)
- Ivanhoé (disegno, copertina) con Jean Ollivier (sceneggiatura)

## Album

### Nasdine Hodja
- L'Insaisissable Nasdine Hodja (disegno) con Roger Lécureux (sceneggiatura), Vaillant, 1953.

### Yves il lupo
- Il cavaliere con la maschera (disegno) con Jean Ollivier (sceneggiatura), coll. "È un album Vaillant", Vaillant, 1948
- L'Enfance du preux (disegno) con Jean Ollivier (sceneggiatura), Vaillant, 1954
- Yves le Loup (disegno) con Jean Ollivier (sceneggiatura), CNBDI, 1999
- Yves le Loup (disegno) con Jean Ollivier (sceneggiatura), coll. "BD Heritage", Glénat, 2004
  - La Torre del Cento Valor
  - Alzati, Jacques!
  - La rosa nera di Baghdad

### Libri
- René Bastard[3]
- Yves le loup. l'infance du preux.[4]
- L'enfance d'yves le loup[5]
- Yves-Le-Loup[6]
- Une aventure de Nasdine Hodja. L insaisissable Nasdine Hodja[7]

## Documenti
- Hervé Cultru, “Yves le Loup”, a Vaillant, 1942-1969 la vera storia di un leggendario giornale , Vaillant collector editions, 2006.Hervé Cultru,
- “Yves le Loup, la chevalerie buissonnière”, in ” Red Period n ° 19” ,novembre 2009
- Patrick Gaumer, Bastard, René, nel World Comic Book.[8]
- Valliant e Renè Bastard[9]
- B D Gest[10]